# Miejski Klub Sportowy Odra Wodzisław Śląski
Klub Piłkarski Odra 1922 Wodzisław Śląski, mais conhecido como Odra 1922 Wodzisław Śląski, é um clube de futebol da cidade de Wodzisław Śląski, na voivodia da Silésia, Polônia. Fundado em 1922, o clube disputa atualmente a Klasa C, divisão regional que integra o sistema de ligas do futebol polonês.

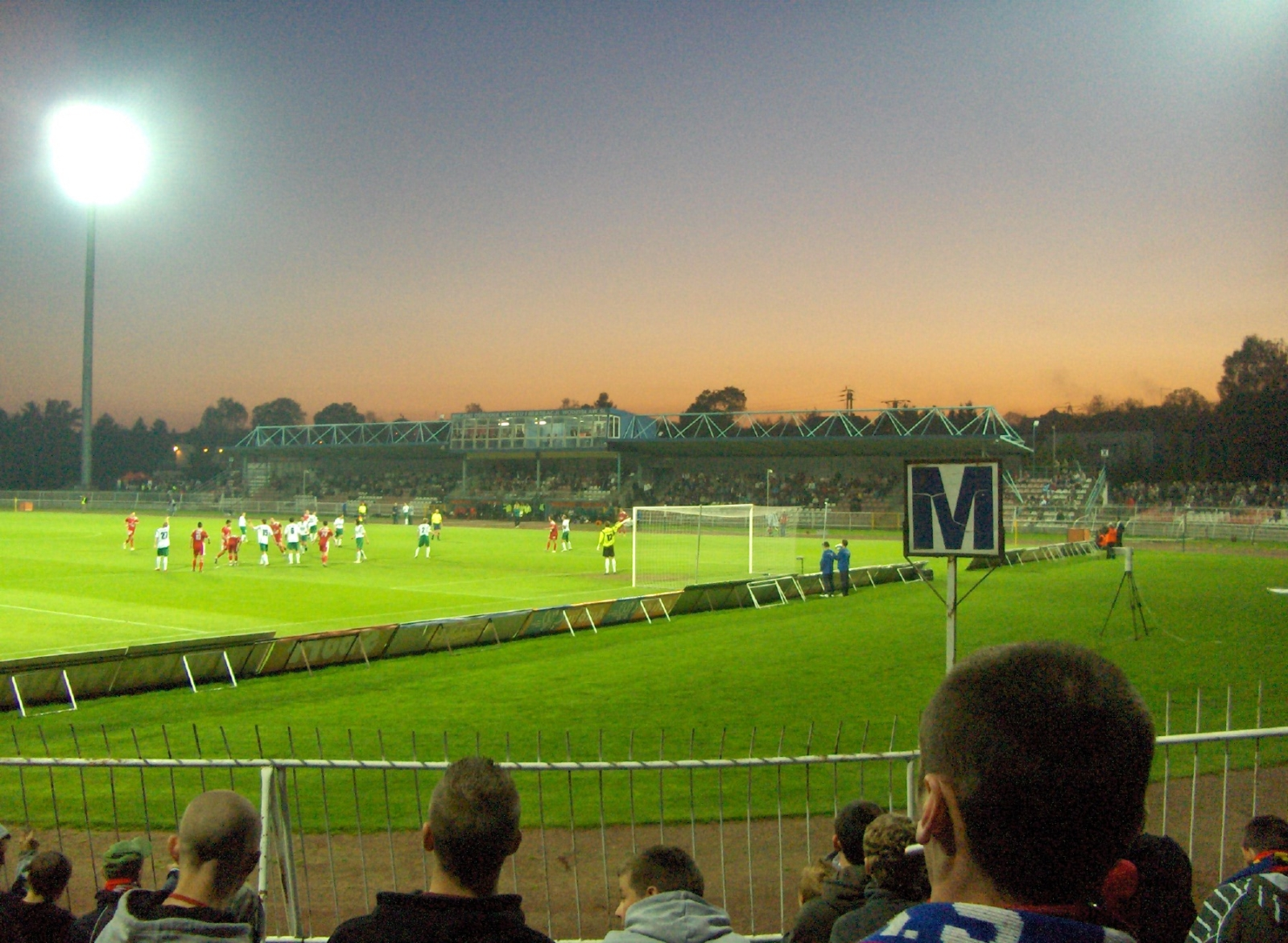
Torcida do Odra 1922 no Stadion Aleja

## Títulos e campanhas de destaque
Competições nacionais
- Ekstraklasa
  - 3.º lugar: 1996–97
- Copa da Polônia
  - Semifinalista: 1996–97

Competições de acesso
- II liga (atual I liga)
  - Campeão: 1995–96